# Dagmar Dehmer

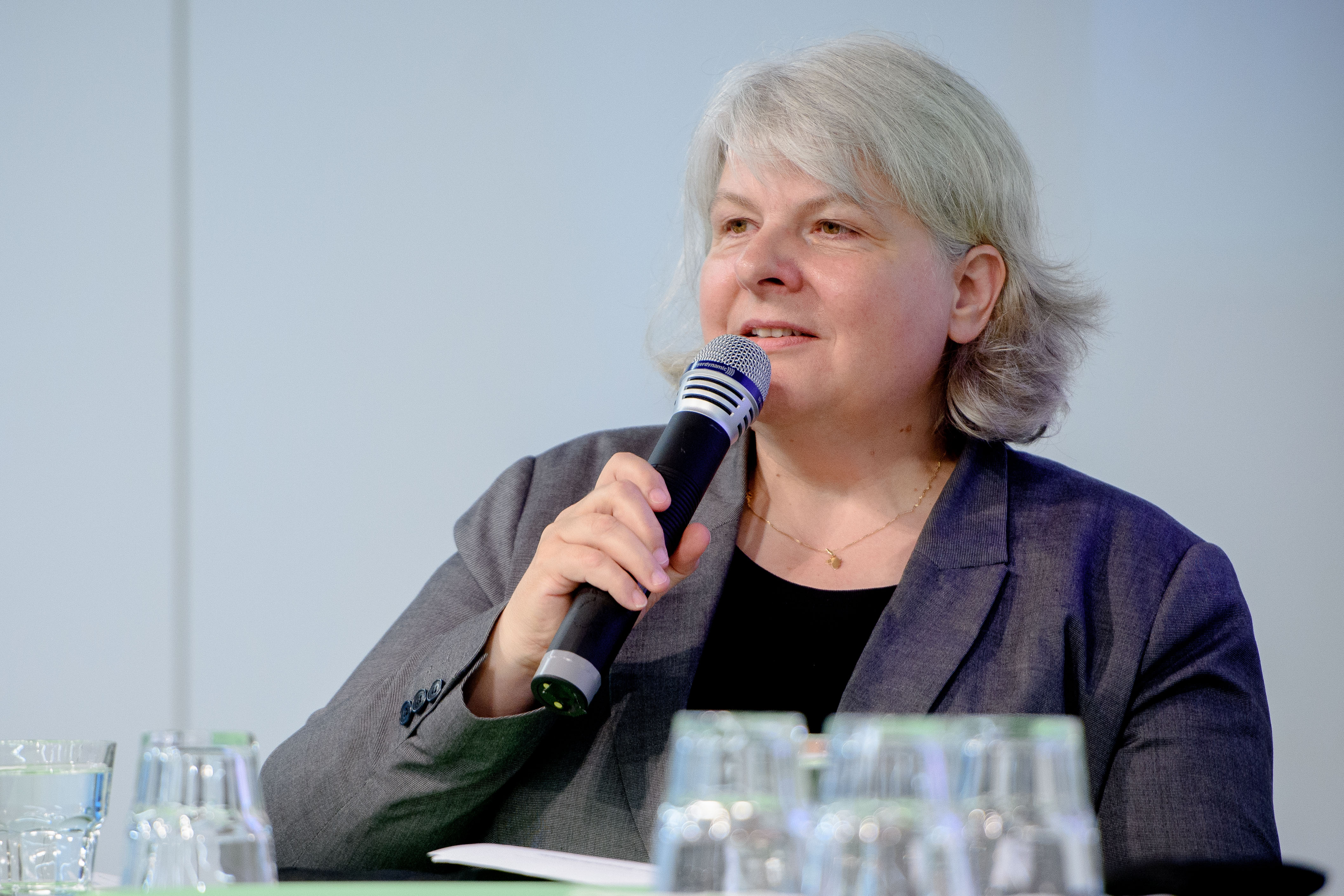
Dagmar Dehmer (2017)

Dagmar Dehmer (* 1965) ist eine deutsche Journalistin und ehemalige Politikerin (Die Grünen).

## Leben
Dehmer studierte nach dem Abitur am Gymnasium am Hoptbühl in Villingen-Schwenningen Germanistik und Geschichte an der Albert-Ludwigs-Universität Freiburg (M.A. 1992). Gemeinsam mit Fritz Kuhn war sie 1991/92 Vorstandssprecherin der Grünen in Baden-Württemberg. Sie wurde der „undogmatische[n] Linken“ zugerechnet. Nach der Landtagswahl in Baden-Württemberg 1992 war sie an den Sondierungsgesprächen mit der CDU beteiligt, die wichtige „Orientierungspunkte“ für die Parteientwicklung darstellten.
Von 1994 bis 1997 arbeitete sie in der Offenburger Lokalredaktion im Westen Baden-Württembergs und von 1997 bis 2000 in der Wirtschaftsredaktion der Badischen Zeitung in Freiburg im Breisgau. 2001 wurde sie Politikredakteurin im Hauptstadtbüro der Berliner Tageszeitung Der Tagesspiegel. Sie war dort insbesondere zuständig für die Umweltberichterstattung.
Seit 2012 bloggte sie zusätzlich auf „Grüne Geschäfte“ von Zeit Online; außerdem schreibt sie auf Cicero Online.
Dehmer war u. a. Referentin beim Wuppertal Institut für Klima, Umwelt, Energie und bei der CDU/CSU-Bundestagsfraktion. Als Jurorin tritt sie etwa beim Medienpreis „Weltbevölkerung“ der Deutschen Stiftung Weltbevölkerung in Erscheinung. Sie gehört ferner dem Redaktionsbeirat der Fachzeitschrift Vereinte Nationen der Deutschen Gesellschaft für die Vereinten Nationen an.
Im Oktober 2017 übernahm Dehmer die Leitung der Unternehmenskommunikation der Bundesgesellschaft für Endlagerung, um sich „einmal vertieft mit einem Thema auseinanderzusetzen, das im Zentrum gesellschaftlicher Debatten steht“.

## Auszeichnungen
- 2010: DUH-Umwelt-Medienpreis in der Kategorie „Printmedien“